# Дантан, Эдуар Жозеф
Эдуа́р Жозе́ф Данта́н (фр. Édouard Joseph Dantan; 26 августа 1848, Париж — 7 июля 1897, Вильервиль, Нормандия) — французский художник.

## Жизнь и творчество
Родился в семье скульптора Антуана Лорана Дантана. Его дядя, Жан Пьер Дантан, также был известным скульптором. В 16 лет начал учиться в Высшей школе изящных искусств в Париже, затем работал в мастерской художника Изидора Пильса. Также обучался у Анри Лемана. В 1867 получил свой первый крупный заказ — на крупноформатное полотно, изображающее св. Троицу. В 1869 впервые выставлялся в Парижском салоне (картина «Сцена из гибели Помпеи»). В 1870 году Франко-прусская война прервала его работу, и он поступил на военную службу. Ему было присвоено звание сержанта, а позже — лейтенанта.
После окончания войны художник, помимо привычных ему картин мифологической и исторической тематики, создавал также полотна, изображающие знакомые ему с детства сценки из скульптурных мастерских. Придерживался академического стиля живописи; его работы находили у современников признание, ряд полотен приобретён французским государством. В 1890, 1894 и в 1895 входил в состав жюри Парижского салона. В последний свой творческий период писал также пейзажи — виды курортной деревушки Вильервиль на севере Франции, где поселился.

## Галерея

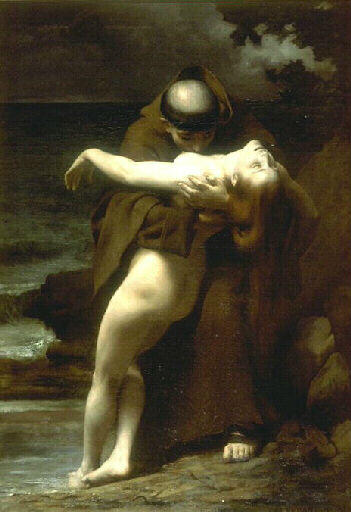
Фросина и Мелидор (герои комической оперы Этьена Мегюля)
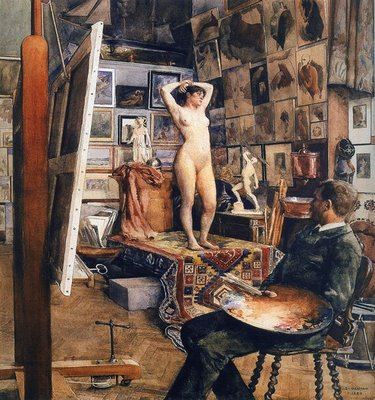
Мастерская художника
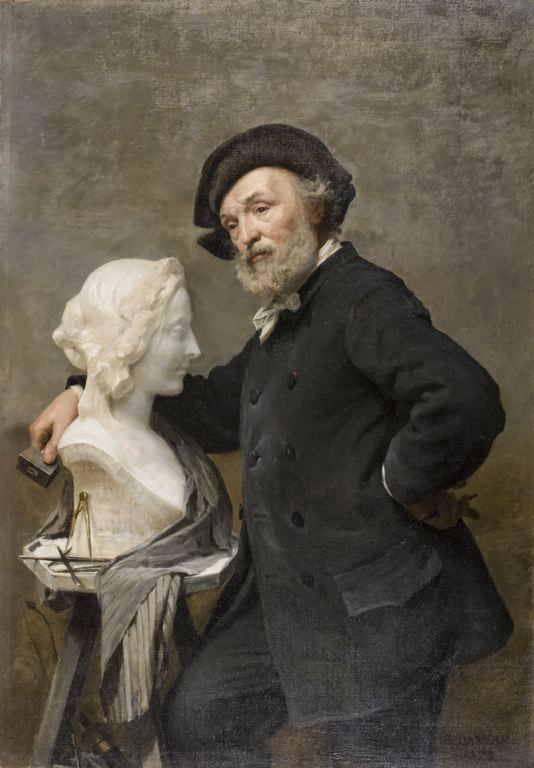
Портрет отца  (скульптора Антуана Лорана Дантана)
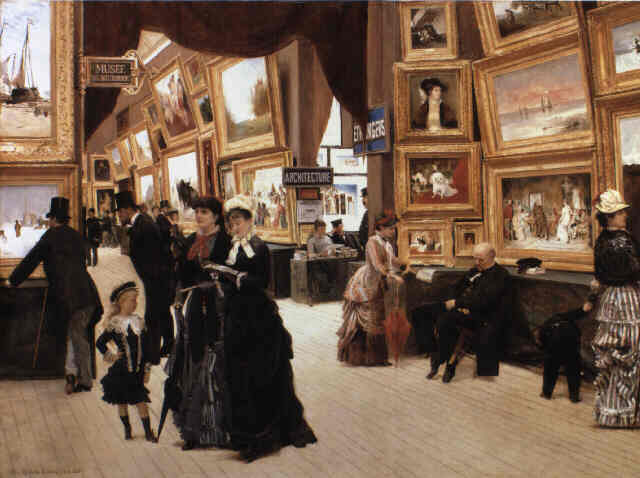
Парижский салон 1880 года
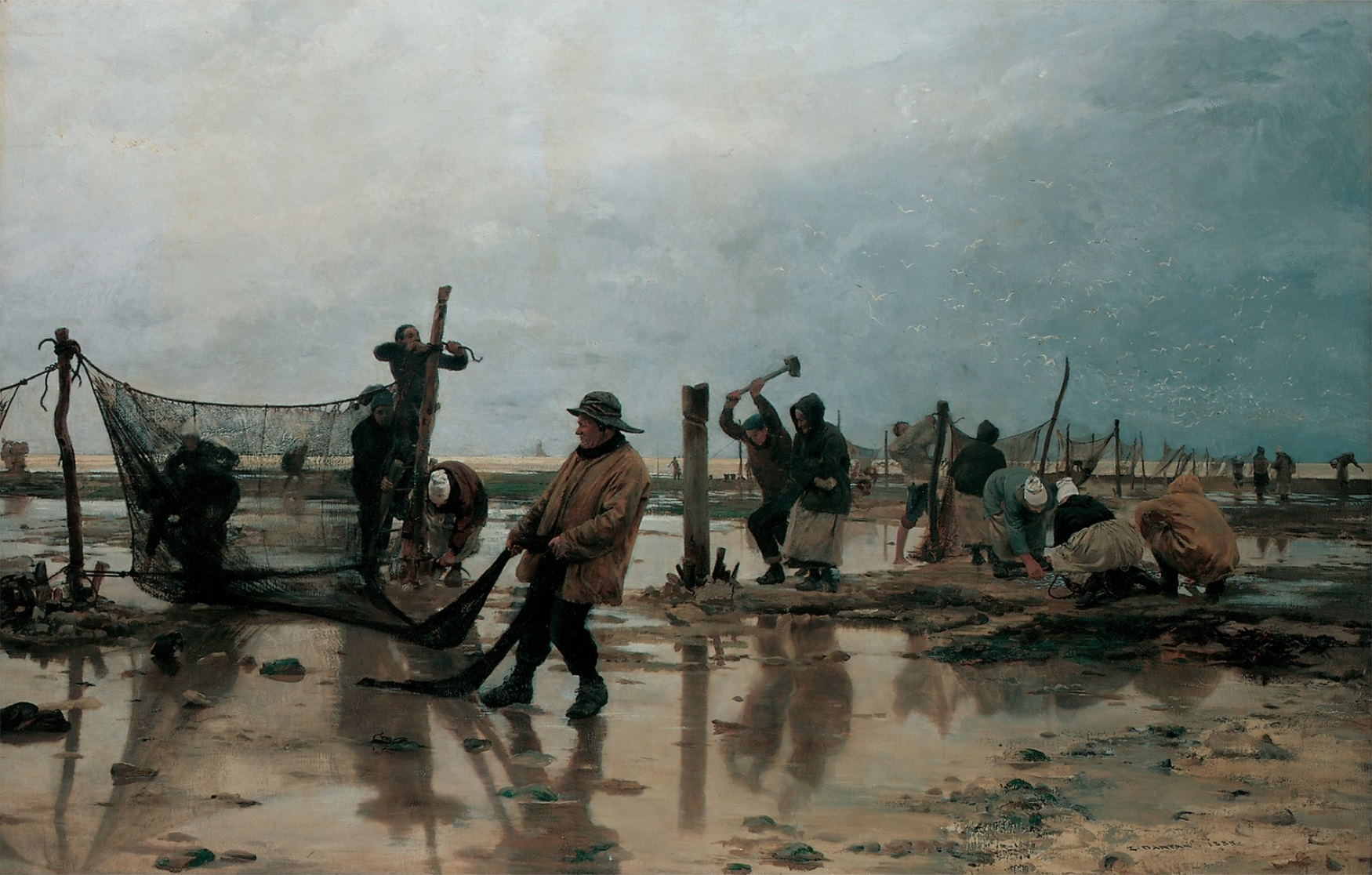
Вытаскивание сетей
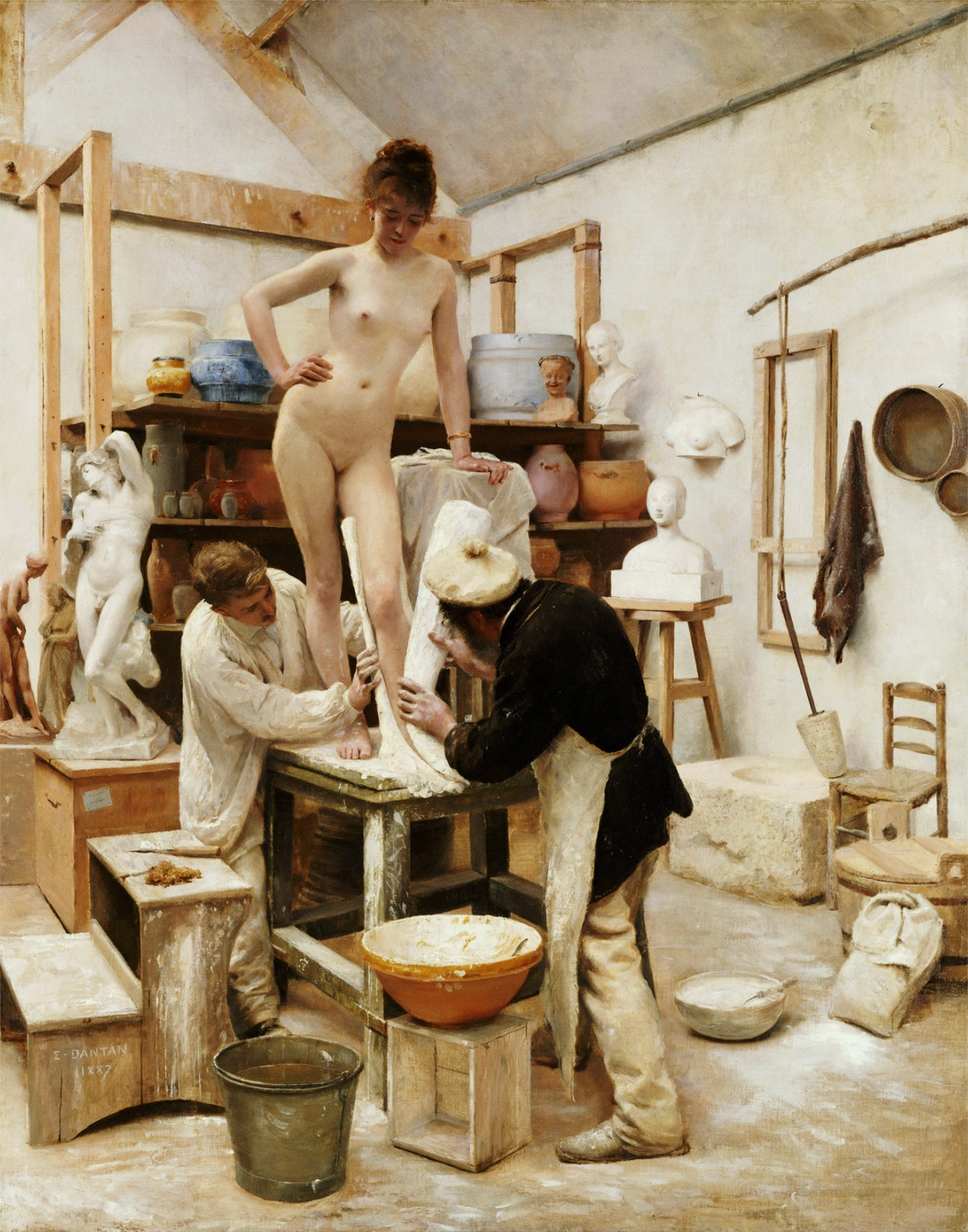
Слепок с натуры
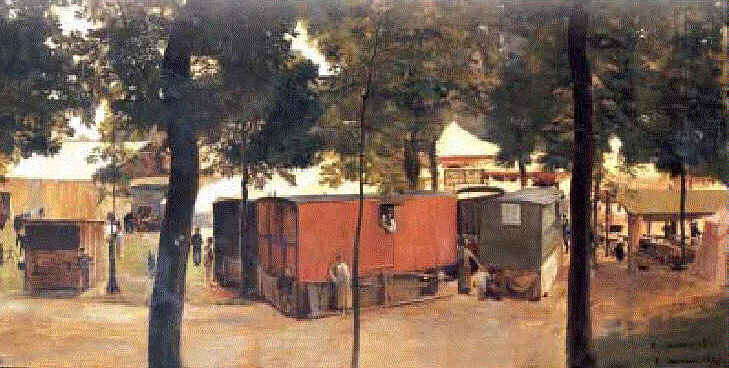
Ярмарка в Сен-Клу (1879)
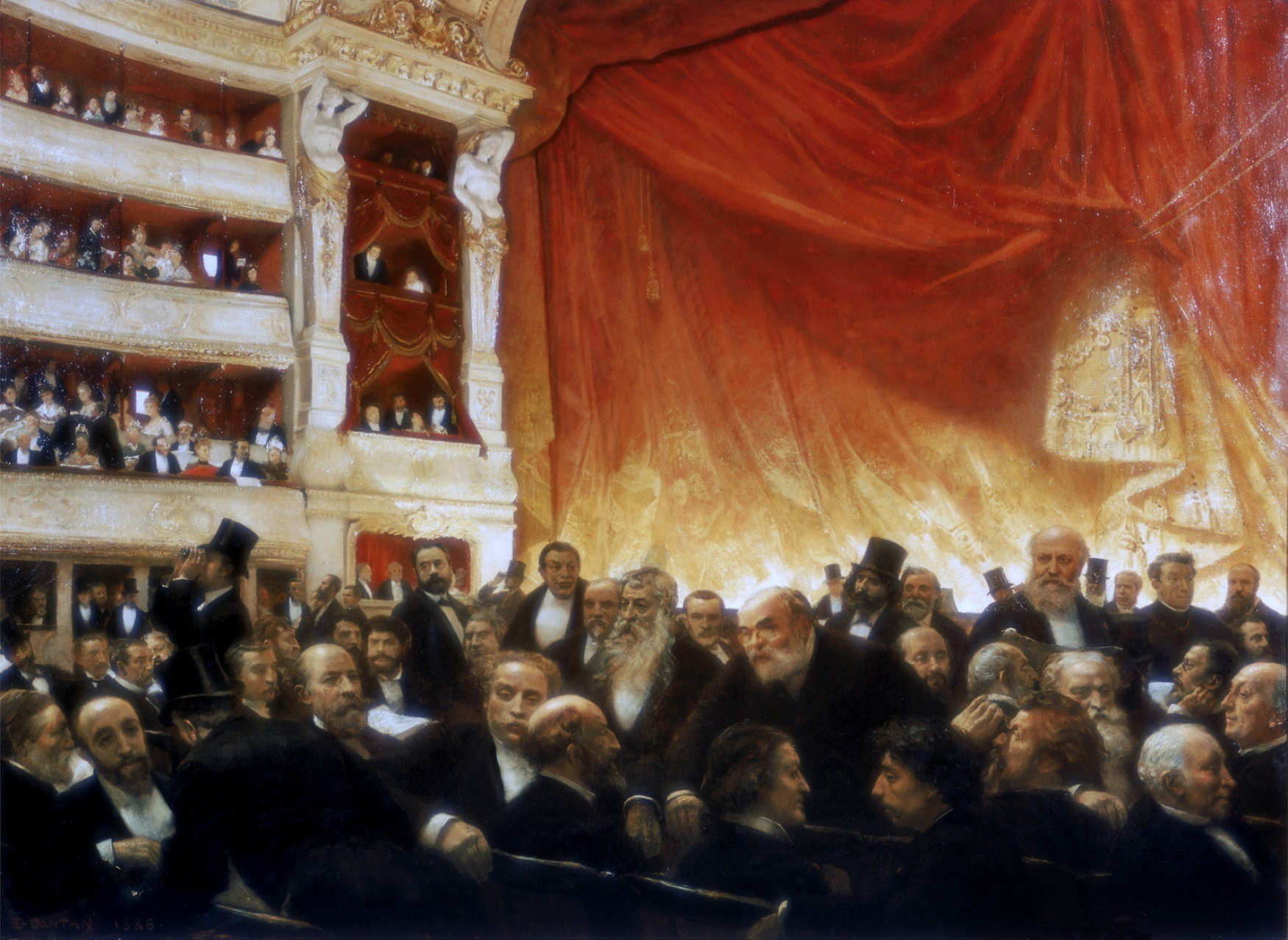
Вечерняя премьера в Комеди Франсез (1885)
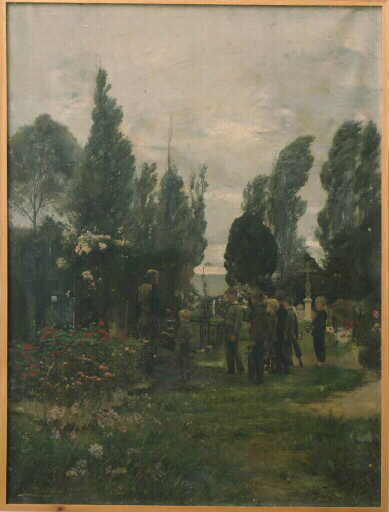
Вечер в Вильервилле (1884)